# Манг, Рудольф
Рудольф Манг (нем. Rudolf Mang, 17 июня 1950, Белленберг, Бавария — 12 марта 2018, Белленберг, Бавария) — немецкий тяжелоатлет, представитель тяжёлой и супертяжёлой весовых категорий. Выступал за сборную ФРГ по тяжёлой атлетике в конце 1960-х — начале 1970-х годов. Серебряный призёр летних Олимпийских игр в Мюнхене, призёр чемпионатов мира и Европы, рекордсмен мира.

## Биография
Рудольф Манг родился 17 июня 1950 года в коммуне Белленберг, ФРГ. Проходил подготовку в местном спортивном клубе под руководством тренера Йозефа Шнелля.
Впервые заявил о себе в тяжёлой атлетике в сезоне 1968 года, когда одержал победу на чемпионате ФРГ в зачёте тяжёлой весовой категории, вошёл в основной состав западногерманской национальной сборной и благодаря череде удачных выступлений удостоился права защищать честь страны на летних Олимпийских играх 1968 года в Мехико. Тем не менее, попасть на Играх в число призёров не смог, расположившись в итоговом протоколе на пятой строке.
В 1971 году побывал на чемпионате Европы в Софии, откуда привёз награду бронзового достоинства, выигранную в супертяжёлом весе.
Находясь в числе лидеров команды Западной Германии, в 1972 году взял серебро на европейском первенстве в Константе и благополучно прошёл отбор на Олимпийские игры в Мюнхене — на сей раз занял второе место, уступив только советскому тяжелоатлету Василию Алексееву, и завоевал серебряную олимпийскую медаль. За это выдающееся достижение был удостоен высшей спортивной награды страны «Серебряный лавровый лист».
После мюнхенской Олимпиады Манг ещё в течение некоторого времени оставался в составе западногерманской национальной сборной и продолжал принимать участие в крупнейших международных соревнованиях. Так, в 1973 году в супертяжёлой весовой категории он стал серебряным призёром чемпионата мира в Гаване и бронзовым призёром чемпионата Европы в Мадриде. При этом из-за проблем со здоровьем ему пришлось значительно сократить свой тренировочный режим, а в 1974 году Рудольф Манг во избежание дальнейших осложнений принял решение завершить спортивную карьеру.
Впоследствии работал в почтовой компании Deutsche Bundespost, затем открыл собственный тренажёрный зал. Был женат, имел сына.
Умер от сердечного приступа 12 марта 2018 года в возрасте 67 лет.